# Teorija društvene odgovornosti medija (Četiri teorije tiska)
Ovaj članak opisuje četiri teorije tiska.
Siebert, Peterson i Schramm identificiraju četiri glavne teorije tiska (medija) svojstvene društvenim sustavima svog vremena. To su autoritativna, liberalna, sovjetska i teorija društvene odgovornosti.
- Autoritativna teorija svojstvena je autoritarnim društvima ili diktaturama, a počiva na postojanju različitih oblika kontrole medija (cenzura, propisi i dozvole i sl.) kako bi se zaštitila vladajuća elita. Ovaj model se ponekad primjenjuje i u demokratskim državama, uglavnom za vrijeme izvanrednog ili ratnog stanja.[3]

- Liberalna teorija (nazivana i teorija slobode tiska) svojstvena je društvima liberalne demokracije, s tim da su temeljne slobode govora i poduzetništva (liberalne vrijednosti) izraženije, a sloboda objavljivanja i primanja informacija, poduzetništva u medijskom području te slobodan protok informacija gotovo da i ne kontrolira država.[3]

- Sovjetska teorija tiska bazira se na praksi sovjetskih komunista nakon Listopadska revolucija. U njoj mediji šire isključivo stavove i informacije komunističke partije, čime se sprječava bilo kakav javni dijalog i rasprava o pojedinim društvenim pitanjima. Ipak, mediji imaju i pozitivnu ulogu u širenju obrazovanja i kulturnog, društvenog i ekonomskog razvoja k najširim društvenim slojevima.[3]

- Teorija društvene odgovornostipolazi od liberalnih vrijednosti, ali ističe da slobode nema bez odgovornosti, te tvrdi da mediji moraju služiti javnosti i javnom interesu da su ih njihovi vlasnici dobili na upravljanje da bi taj interes i obavljali, u protivnom država ima pravo intervenirati. Kod ove teorije brigu o poštovanju različitosti i individualnih i općih ljudskih prava, te etičkih i profesionalnih standarda preuzimaju sami medijski djelatnici. Vidi društvena odgovornost.[3]